# Poggio Croce
Il Poggio Croce (1765 m s.l.m.) è una montagna appartenente ai Contrafforti valsesiani del Monte Rosa nelle Alpi Pennine.

## Descrizione

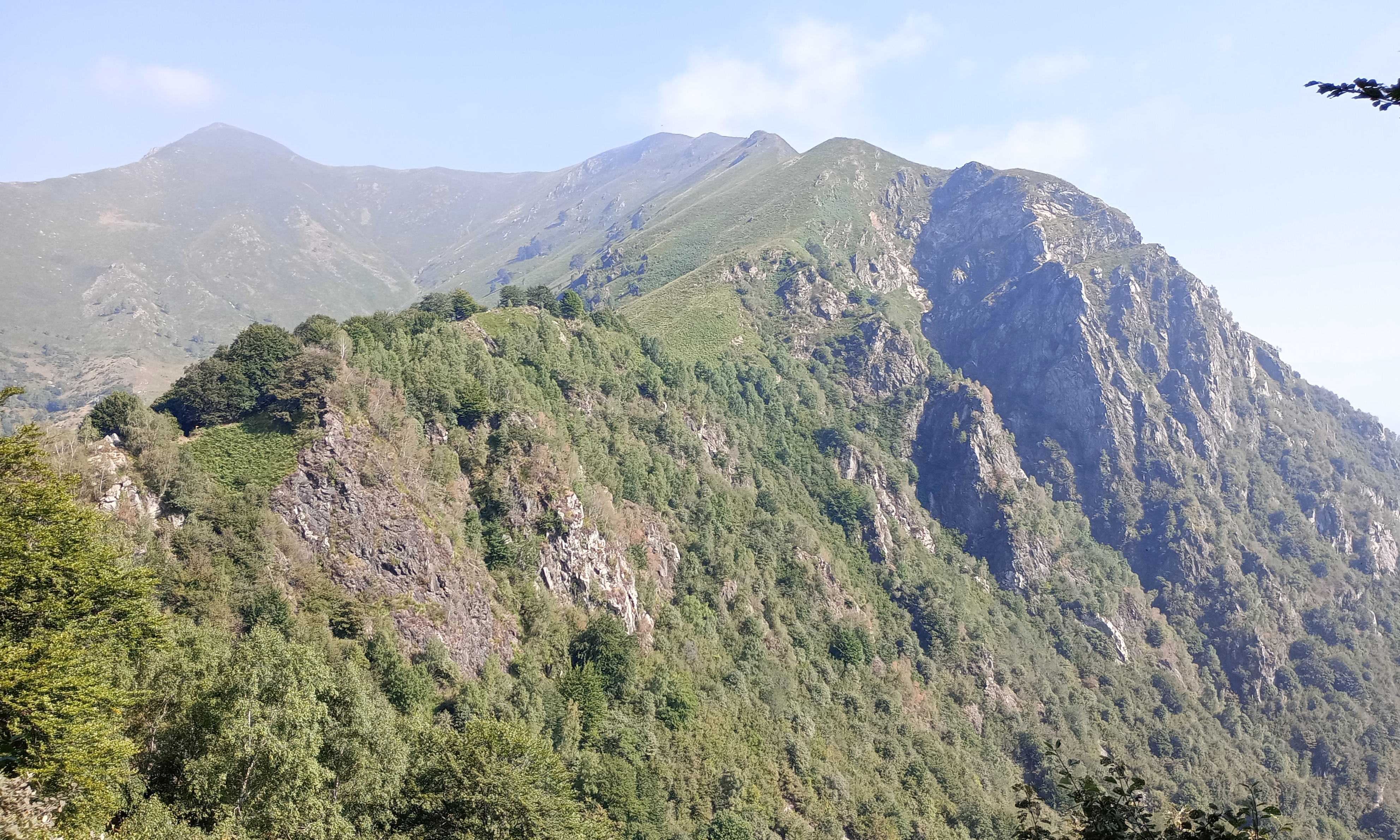
Il poggio Croce con, a destra, il monte Cerano

Il Poggio Croce si trova sullo spartiacque tra la Val Strona e la valletta del Riale San Carlo, un breve corso d'acqua che confluisce nel Toce a Ornavasso. Verso nord-ovest il crinale prede quota fino alla Bocchetta di Bagnone (1589 m), per risalire poi verso il Monte Massone. Nella direzione opposta una mapia sella senza nome sulla cartografia ufficiale separa il Poggio Croce dal vicino Monte Cerano. La sommità della montagna si trova al confine tra i comuni di Ornavasso e Loreglia.  La prominenza topografica del Poggio Croce è di 176 metri. Dalla sua cima si possono osservare numerosi monti del VCO, il Lago Maggiore e il Lago d'Orta.

## Accesso alla vetta

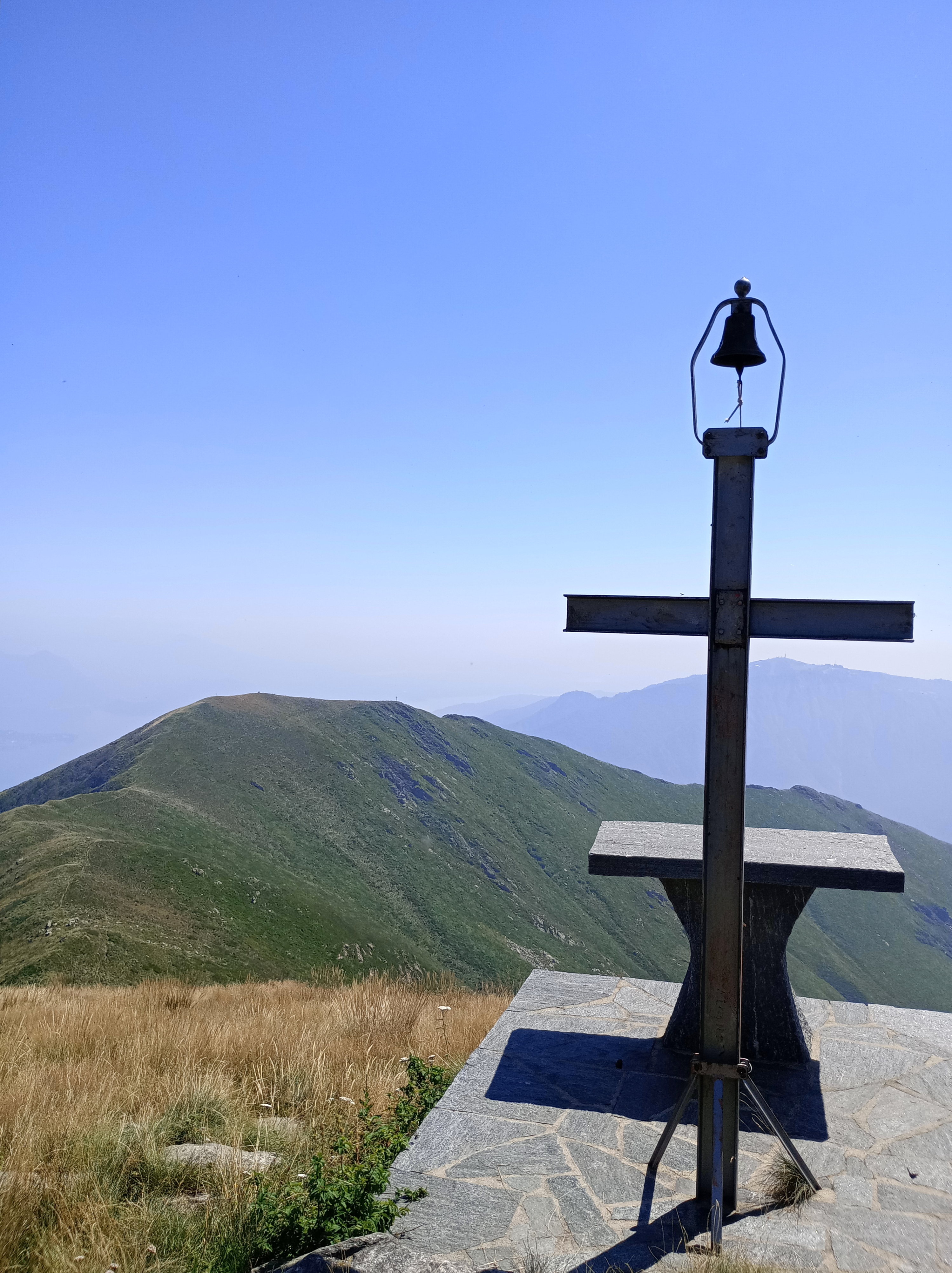
La croce di vetta

La vetta del Poggio Croce può essere raggiunta a piedi per sentiero partendo dall'Alpe Quaggione (1160 metri) e transitando per il Monte Cerano. L'itinerario è di tipo escursionistico ed è considerato di difficoltà E. Dal Poggio Croce si può proseguire, sempre per sentiero, fino al Monte Massone.

### Trail running
Per la cima del Poggio Croce passa il tracciato del "Trail 3M - Marcia Monte Massone", una classica gara di trail running con 18 km di sviluppo e 1200 metri di dislivello positivo.

## Bibliografia

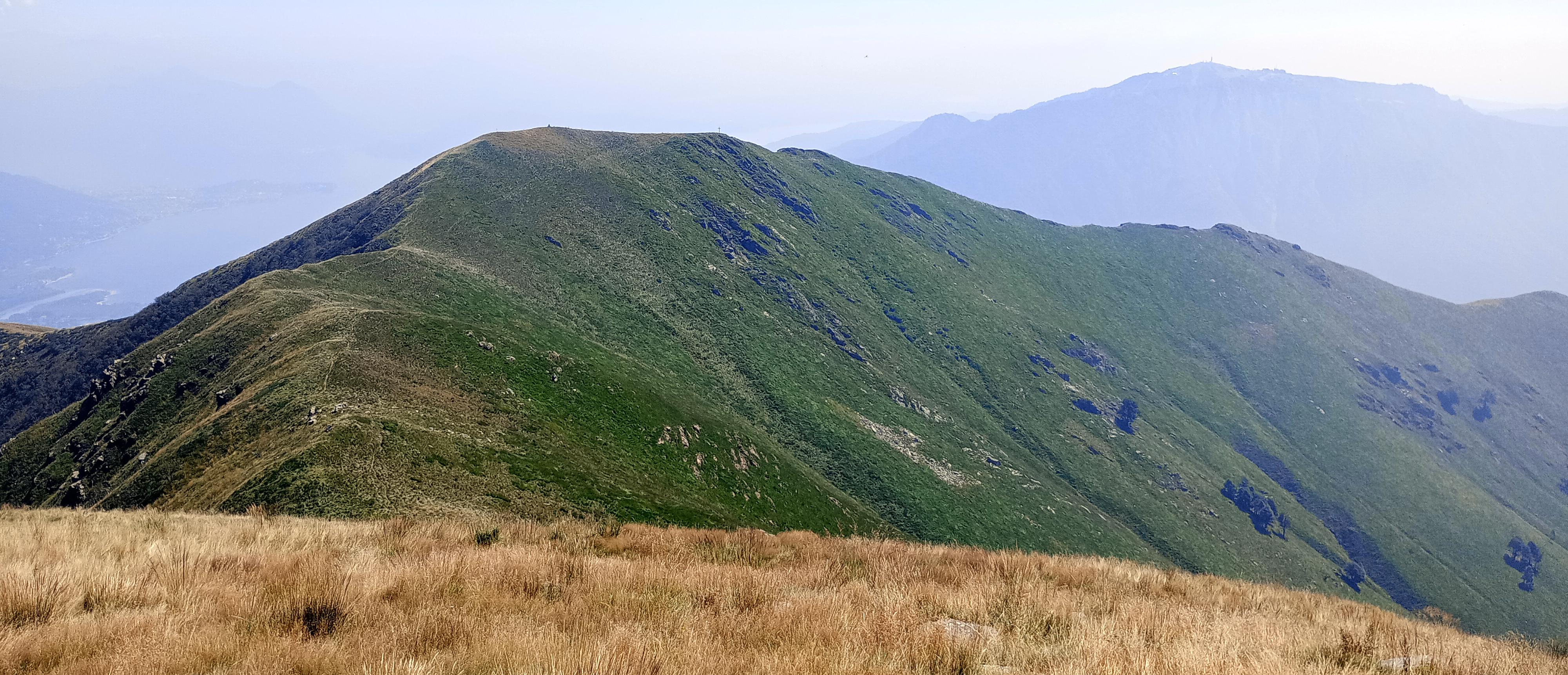
Vista verso est, a destra il Mottarone, a sinistra il Monte Cerano